# The B. Coming
Albums de Beanie Sigel
The Reason
(2001) The Solution
(2007)
Singles
1. Gotta Have It
Sortie : 2004
2. Don't Stop
Sortie : 2005
3. Feel It in the Air
Sortie : 2005

The B. Coming est le troisième album studio de Beanie Sigel, sorti le 29 mars 2005.
L'album s'est classé 1er au Top R&B/Hip-Hop Albums et 3e au Billboard 200.
L'album a été bien accueilli par la critique, le site Metacritic lui ayant attribué la note de 73 sur 100.

## Liste des titres
| No  | Titre                                                                              | Contient un (des) sample(s) de | Durée |
| --- | ---------------------------------------------------------------------------------- | --- | ----- |
| 1.  | Feel It in the Air (featuring Melissa Jiménez – Produit par Heavy D)               | Whole Lotta Something Goin' On de Raphael Ravenscroft Mind Playing Tricks on Me des Geto Boys                                                                     | 4:05  |
| 2.  | I Can't Go on This Way (featuring Freeway et Young Chris – Produit par Aqua)       | Love Me, Love Me, Love Me or Leave Me, Leave Me, Leave Me de Gloria Scott Everybody Loves the Sunshine du Roy Ayers Ubiquity                                      | 5:02  |
| 3.  | One Shot Deal (featuring Redman – Produit par Bink!)                               | | 4:05  |
| 4.  | Gotta Have It (featuring Peedi Crakk et Twista – Produit par Chad Hamilton)        | That's What's Wrong With Me de Rose Royce | 3:28  |
| 5.  | Don't Stop (featuring Snoop Dogg – Produit par The Neptunes)                       | Hypnotize de The Notorious B.I.G. | 3:31  |
| 6.  | Purple Rain (featuring Bun B – Produit par DJ Scratch)                             | In the Rain des Dramatics | 5:16  |
| 7.  | Oh Daddy (featuring Young Chris – Produit par Boola)                               | Oh, Daddy de Natalie Cole La Di Da Di de Doug E. Fresh et Slick Rick                                                                                              | 4:32  |
| 8.  | Change (featuring Melissa Jay et Rell – Produit par Ty Fyffe)                      | My First Love de René & Angela | 4:35  |
| 9.  | Bread & Butter (featuring Grand Puba et Sadat X – Produit par Just Blaze)          | Proud of You de Johnny « Guitar » Watson Get Money de Junior M.A.F.I.A. featuring The Notorious B.I.G. Slow Down de Brand Nubian                                  | 5:39  |
| 10. | Lord Have Mercy (Produit par Ruggedness)                                           | Have Mercy on Me des East St. Louis Gospelettes | 4:20  |
| 11. | Flatline (featuring Peedi Crakk – Produit par Boola)                               | Poor Abbey Walsh de Marvin Gaye | 3:02  |
| 12. | Tales of a Hustler Pt. 2 (featuring Oschino et Omillio Sparks – Produit par Boola) | Ancient Saga de Passport | 4:18  |
| 13. | Look at Me Now (featuring Rell – Produit par Buckwild)                             | Come on Down (Get Your Head Out the Clouds) de Greg Perry | 4:01  |
| 14. | It's On (featuring Jay-Z – Produit par D. Dot)                                     | Questions de Carrie Lucas Who Shot Ya? de The Notorious B.I.G. featuring Puff Daddy Get Your Mind Right Mami de Jay-Z featuring Memphis Bleek, Snoop Dogg et Rell | 5:03  |
| 15. | Wanted (On the Run) (featuring Cam'ron – Produit par Da Neckbones)                 | Wanted Dead or Alive de Bon Jovi | 4:27  |